# Colmenar
Colmenar egy község Spanyolországban, Málaga tartományban. Colmenar Málaga, Alfarnatejo, Casabermeja, Antequera, Villanueva del Rosario, Alfarnate, Riogordo és Comares községekkel határos. Lakosainak száma 3545 fő (2024).

## Népesség
A település népessége az elmúlt években az alábbi módon változott:
| Lakosok száma | 3146 | 3197 | 3530 | 3621 | 3624 | 3486 | 3383 | 3376 | 3488 | 3545 |
|               | 2001 | 2004 | 2007 | 2009 | 2012 | 2014 | 2017 | 2019 | 2022 | 2024 |